# Nikola Nešović
Nikola Nešović (Kirin Serbia: Никола Нешовић; sinh 17 tháng 10 năm 1993) là một tiền đạo bóng đá Serbia thi đấu cho FK Zemun ở Serbia.